# Phrudocentra contaminata
Phrudocentra contaminata är en fjärilsart som beskrevs av Louis Beethoven Prout 1916. Phrudocentra contaminata ingår i släktet Phrudocentra och familjen mätare. Inga underarter finns listade i Catalogue of Life.